# Valentin Eysseric
Valentin Eysseric, född 25 mars 1992 i Aix-en-Provence, är en fransk fotbollsspelare (mittfältare) som spelar för turkiska Fatih Karagümrük.

## Karriär
Valentin Eysseric gjorde den 3 mars 2013 i matchen mellan Nice och Saint-Étienne en vårdslös tackling, som slutade med en bruten fotled för Jérémy Clément och en elva matchers avstängning för Eysseric.
Den 31 januari 2020 lånades Eysseric ut av Fiorentina till Verona på ett låneavtal över resten av säsongen 2019/2020. Den 23 juli 2021 värvades Eysseric av turkiska Kasımpaşa, där han skrev på ett tvåårskontrakt. Den 15 september 2023 skrev Eysseric på ett ettårskontrakt med Fatih Karagümrük.